# 八剣神社 (岐南町)
八剣神社（やつるぎじんじゃ）は、岐阜県羽島郡岐南町にある神社。印食八剣神社ともいう。岐南町立西小学校に隣接する。
岐南町の西半分にあたる地域の旧名、八剣村の由来となった神社である。

## 概略
創建時期は不明。一説によれば、日本武尊が東征したさい、伊吹山へ向かう途中でこの地で休息したという。その後、この地に熱田神宮から分祀したという。室町時代の文献にこの地を「八つるぎ」と記したものがあることから、創建は室町時代以前と推測される。
1600年（慶長5年）8月22日、米野の戦い（関ヶ原の戦いの前哨戦の一つ）を終えた池田輝政の軍勢がこの地で休息をとり、池田輝政が境内の松に鎧を掛けて休んだという。休息後、岐阜城へ向かう途中、織田秀信率いる軍勢と戦うが織田秀信が敗退している。
1874年（明治7年）に郷社となる。1964年（昭和39年）に銀幣社となる。
現在の社殿は1651年（慶安4年）頃のものであるが、1930年（昭和5年）に大規模な改築がされている。

## 祭神
- 日本武尊

## 交通機関
- 名鉄名古屋本線 岐南駅より徒歩で約5分。

## その他
池田輝政が鎧をかけた松はすでに無いが、当時松が生えていた石垣は境内に残っている。
参道は途中でJR東海道本線に分断されている。参道には踏切が無いので一の鳥居から参拝する場合、約100m南の踏切へ迂回することになる。